# Altai
Der Altai (auch: das Altaigebirge; russisch Алтай; in türkischer Lateinschrift Altay; chinesische 阿爾泰山脈 Ā'ěrtài shānmài (wörtlich: Altai-Gebirge)) ist ein bis zu 4506 m hohes zentralasiatisches Hochgebirge im Grenzgebiet von Kasachstan, Russland (Sibirien), der Mongolei und China.
Es erstreckt sich über rund 2100 km Länge vom Quellgebiet der Flüsse Irtysch und Ob in Südsibirien bis in die Trockenregionen Xinjiangs und zum ostmongolischen Hochplateau. Teile des Altai sind Weltnaturerbe der UNESCO.
Der Altai gliedert sich in drei Teile, den Russischen, den Mongolischen und den Gobi-Altai, deren höchste Gipfel über oder um 4000 m aufragen und große Gletscher tragen. Nördlich des Mongolischen Altai liegt der geografische Mittelpunkt Asiens in der Nähe der tuwinischen Hauptstadt Kysyl.
Das Gebirge ist durch die Schönheit seiner Landschaft und Flora (Naturschutzgebiet „Goldene Berge“) und die altaische Kultur ein Anziehungspunkt für Bergsteiger und Exkursionen. Bis in Höhen von 1800 m sind die Berghänge mit Zedern, Kiefern, Lärchen, Fichten und Birken bewachsen. Bis zur Schneegrenze (2400 bis 3000 m) liegen Hochgebirgsweiden und -steppen. Der Altai ist reich an Bodenschätzen wie Kohle, Blei und Zink, aber auch Edelmetallen und Eisenerz.
Der Asteroid des mittleren Hauptgürtels (2232) Altaj wurde nach dem Gebirge benannt.

## Etymologie
Die Herkunft des Begriffs Altai ist nicht eindeutig geklärt. Eine Theorie geht davon aus, dass sich das Wort aus den alttürkischen Wörtern *altun = Gold, golden und *tāg (Pl. *tāgi) = Berg(e) zusammensetzt. Eine andere Erklärung geht von den turko-tatarischen Begriffen al = hoch und tay = Berg; Wald mit der Bedeutung Hochland; hoher Berg aus.

## Geografie

### Gliederung

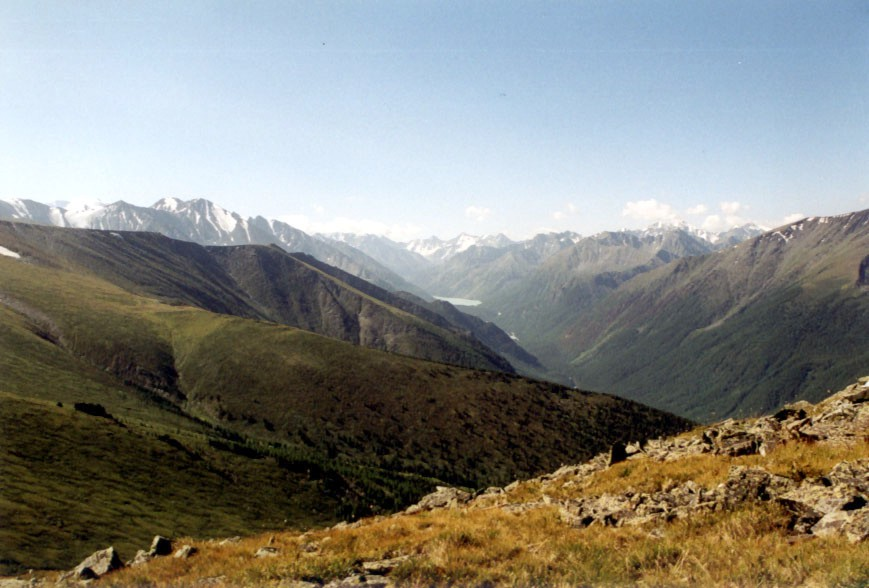
Kutscherla-Tal

Das Gebirgssystem des Altai, das von vielen weiteren Hochgebirgen begrenzt wird, besteht aus den eingangs genannten drei Teilgebirgen:
- Der Russische Altai oder Große Altai liegt im Grenzgebiet der oben erwähnten vier Länder, jedoch überwiegend in Russland, wo er sich über die beiden Verwaltungseinheiten Republik Altai und Region Altai (Altaiski krai) erstreckt. Er geht im Nord-Nordwesten und Norden über das Tal des Ob allmählich in das Westsibirische Tiefland über. Im Nordosten schließt sich der Westsajan und im Osten das Tannu-ola-Gebirge und das mongolische Hochland an. Im Südosten geht der Russische Altai in den Mongolischen Altai über. Im Süden und Südwesten fällt sein Gelände zum Tal des Irtysch mit dem Saissansee ab, der bei Vollstau des Buchtarma-Stausees von dessen Wasser überflutet wird; jenseits des Flusses und der Seen breitet sich die Kasachische Schwelle aus. In Richtung Nordwesten fällt es zur Kulundasteppe ab. Der höchste Berg des Russischen Altai ist die Belucha (4506 m).
- Der Mongolische Altai oder Ektag Altai (mongol. „weißgipfliger Altai“), an den sich im Nordwesten und Norden der Russische Altai anschließt, befindet sich überwiegend in der Mongolei im Grenzgebiet zur Volksrepublik China. Er fällt nach Norden und Osten in das zuvor genannte mongolische Hochland ab, aus dem sich das Changai-Gebirge erhebt. Im Südosten geht er in den Gobi-Altai und in die Wüste Gobi über. Im Süden und Südwesten fällt sein Gelände unter anderen über das Tal des Irtysch zum Becken der Dsungarei und zum bereits genannten Saissansee ab. Der höchste Berg des Mongolischen Altai ist der Chüiten-Gipfel (4374 m).
- Der Gobi-Altai, an den sich im Nordwesten der Mongolische Altai anschließt, befindet sich ausschließlich in der Mongolei. Er fällt in Richtung Norden zum bereits erwähnten mongolischen Plateau ab. Im Osten, Südosten, Süden und Südwesten geht er in die Wüste Gobi über; als südliche Fortsetzung kann das Bergland am Hoangho (Gelber Fluss) gelten. Der höchste Berg des Gobi-Altai ist der Ich Bogd Uul (3957 m).

Der nordwestliche Teil des Russischen Altai bei Öskemen mit dem Belucha-Massiv (4506 m) gehört zu den Südsibirischen Gebirgen und stellt die Wasserscheide zwischen den Einzugsgebieten der großen sibirischen Flüsse Ob und Irtysch dar. Die südöstlichen Fortsetzungen (Mongolischer Altai und Gobi-Altai) trennen zusammen mit den Gebirgen Dsungarischer Alatau und Westsajan die verzahnten Quellgebiete des Ob und des Jenissei sowie der innermongolisch versiegenden Binnenflüsse.

### Berge

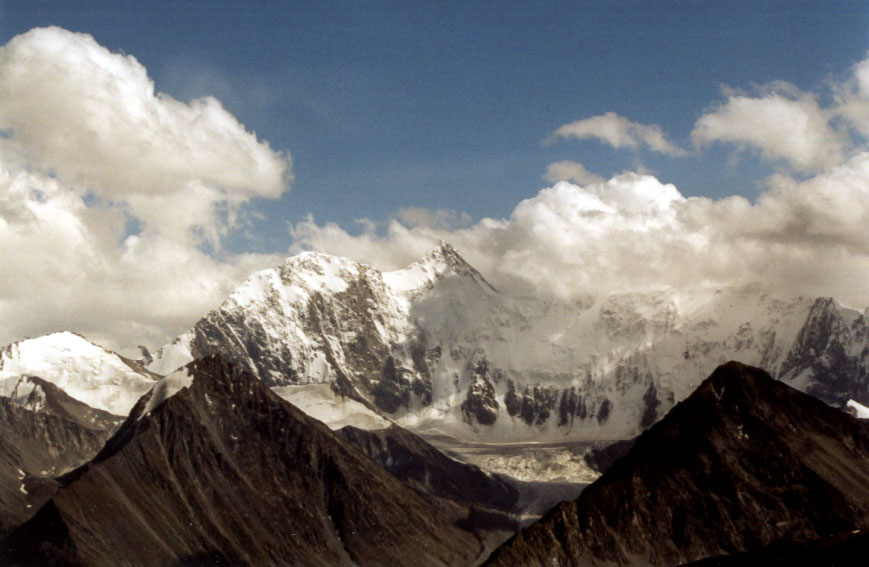
Belucha – höchster Berg im Altai-Gebirge

Der höchste Berg des gesamten Altai-Gebirges ist mit 4506 m die Belucha (russ. Gora Belucha), die sich in der russischen Republik Altai etwa 300 km östlich der kasachischen Großstadt Öskemen im Russischen Altai befindet. Dessen Gipfel ragt nur wenige Kilometer nördlich der Grenze zu Kasachstan und ungefähr 100 km nordnordwestlich des Dreiländerecks Russland–China–Kasachstan auf.
Der zweithöchste Berg des Altai-Gebirges ist der Chüiten-Gipfel (4374 m; auch Nairamdal, Freundschafts-Gipfel; chinesisch Youyi Feng), der als höchster Punkt der Mongolei an der mongolisch-chinesischen Grenze aufragt. Das Dreiländereck zwischen Russland, China und der Mongolei wird etwa 2,5 km weiter nördlich vom niedrigeren Tawan Bogd gebildet.
Die höchsten und bekanntesten Berge im Altai sind (Auswahl):
- Belucha (4506 m) – Russischer Altai
- Chüiten-Gipfel (4374 m) – Mongolischer Altai
- Mönkh Khairkhan Uul (4204 m) – Mongolischer Altai
- Tsast Uul (4193 m) – Mongolischer Altai
- Tsambagaraw Uul (4165 m) – Mongolischer Altai
- Sutai Uul (4090 m) – Mongolischer Altai
- Tawan Bogd (4082 m) – Mongolischer Altai
- Ich Bogd Uul (3957 m) – Gobi-Altai

### Gletscher
Oberhalb von etwa 3000 Höhenmeter (stellenweise auch darunter) sind die Kämme des Altai heute noch intensiv vergletschert, insbesondere die Nordhänge, was für die nördliche Halbkugel der Erde charakteristisch ist. Mit 1330 Gletschern auf einer Gesamtfläche von 890 km² ist das Gebirge nach dem Kaukasus eines der bedeutendsten Gletscherreservoire Russlands und Innerasiens. Wie in anderen Teilen der Welt, schmelzen auch im Altai die Gletscher (→ Gletscherschwund seit 1850). Im russischen Teil des Gebirges ist die vergletscherte Fläche bis Mitte der 2010er Jahre um etwa ein Viertel zurückgegangen. Ursache sind vor allem gestiegene Sommertemperaturen, die nicht durch die Zunahme der winterlichen Niederschlägen kompensiert werden konnte.
Bemerkenswert sind die Gletscher in den Katun- und Tschuja-Kämmen, wo die Belucha das Hauptzentrum der Vereisung bildet. An ihren Flanken befinden sich einige 4 bis 9 km² große, radial angeordnete Gletscher, deren Zungen mit Gletschertoren bis herab in eine Höhe von 2320 m (Mensugletscher) gelangen.

### Relief

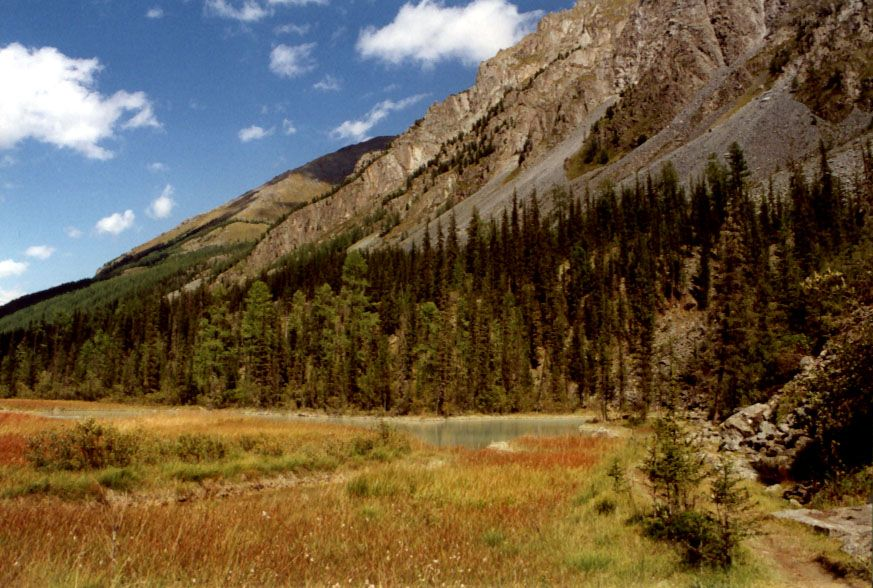
Kutscherla-Tal in der Republik Altai

Das gegenwärtige Relief des Altai ist stark untergliedert. Neben schroffen, steilen Gebirgskämmen sind mehr oder weniger breite Plateaus und großflächige Einsenkungen charakteristisch. Ferner umringen typische Mittelgebirgsformen sowie einzelne Gebirgsketten und Hochflächen den Gesamtaltai. Meist verlaufen diese Reliefformen in NW-SO streichender Richtung.
Umsäumt von Bergketten liegen die mit Lockermaterial aufgefüllten Ebenen – hier befanden sich in Höhen von 1000 bis 1800 m die eiszeitlichen Stauseen. Die größten und bedeutendsten dieser Art sind das Tschuja-, Kurai- und Uimonbecken, welche sich im zentralen und östlichen Teil des Gebirges befinden. Demgegenüber stehen die 2000 bis 3000 m hohen Hochplateaus, wie die Ukok-, Baschkaus-, Tschulyschman- und Terekta-Hochfläche. Auch bei den am stärksten zergliederten, höchsten und schmalsten Gebirgsketten des Altai, wie den Katun-, Süd-Tschuja- und Nord-Tschuja-Rücken (3000 bis 4500 m), konnten alte Plateauflächen rekonstruiert werden.

## Entstehung und Geologie

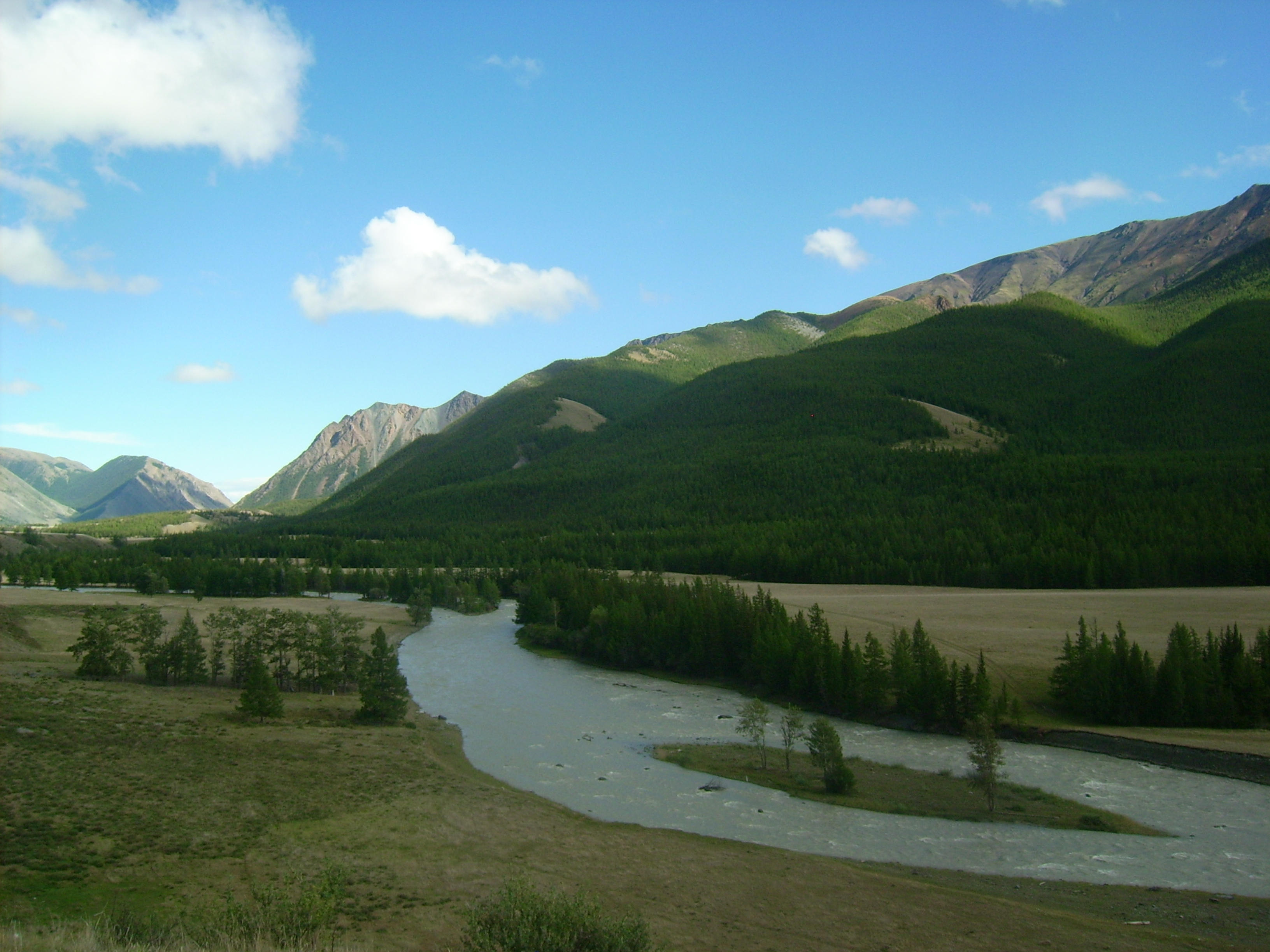
Tschuja-Tal im Altaigebirge

Der Grundstock des Altai ist ein paläozoisches Faltengebirge, dessen Bildung in zwei verschiedenen Erdzeitaltern erfolgte. Während die Orogenese des Gebirgsaltai bereits im Alt-Paläozoikum, also kaledonisch, vonstattenging, unterlagen die Randbereiche wie der Erz-Altai nochmaliger variszischer Faltung, welche erst an der Grenze zum Mesozoikum ihren Abschluss fand. Heute ist von dem alten Faltengebirge kaum mehr etwas zu sehen – nur im Bereich des Zentralaltai können die Fachleute einige der ursprünglichen Faltungsschichten erkennen.
Erneute tektonische Bewegungen im Tertiär führten zu einer allgemeinen Hebung der Rumpffläche en bloc. Diese wurde durch Brüche fragmentiert, wobei die Hebung und Senkung der einzelnen Schollen bis ins eiszeitliche Quartär reichte. Die entstandenen Verwerfungen bilden die Ausgangslinien, an denen die Gebirgsbildung des gegenwärtigen Altai ansetzte.
Die verschiedenen Entstehungsphasen sind bereits Peter Simon Pallas, und von Gustav Rose 1842 referiert, aufgefallen, als er – vom Ural kommend – „kein neueres […], sondern Schiefergebirge“ vorfindet, das „mit Übergangskalkstein abwechselt und von Granit und Porphyren durchsetzt wird“.
Extreme Klimaschwankungen während des Pleistozäns lösten auf der ganzen Welt mehrfache Vereisungsperioden aus. Man spricht von fünf glazialen Zyklen, welche im Altai-Gebiet stattgefunden haben. Man wies anhand von zahlreichen Bohrungen, Schnitten und C14-Datierungen nach, dass das meiste glaziale Formengut des Gebirges auf der letzten Eiszeit, der Würm-Kaltzeit, beruht. Etwa 20.000 bis 16.000 Jahre vor unserer Zeitrechnung erreichte sie ihr Maximum, wobei Gletscher weite Täler und intramontane Becken abriegelten. Während der Degradierungsphase füllten sich diese mit Schmelzwasser, so dass riesige Paläoseen wie in der Tschuja-, Kurai- und Uimon-Steppe entstanden. Brüche in den natürlichen Eisstaudämmen führten zu katastrophalem Ausfließen dieser Seen. Heute sind die Zeugnisse dieser Naturkatastrophen in Form von Gigantrippeln und Wellenschlag-Terrassen in den großen intramontanen Becken sichtbar.

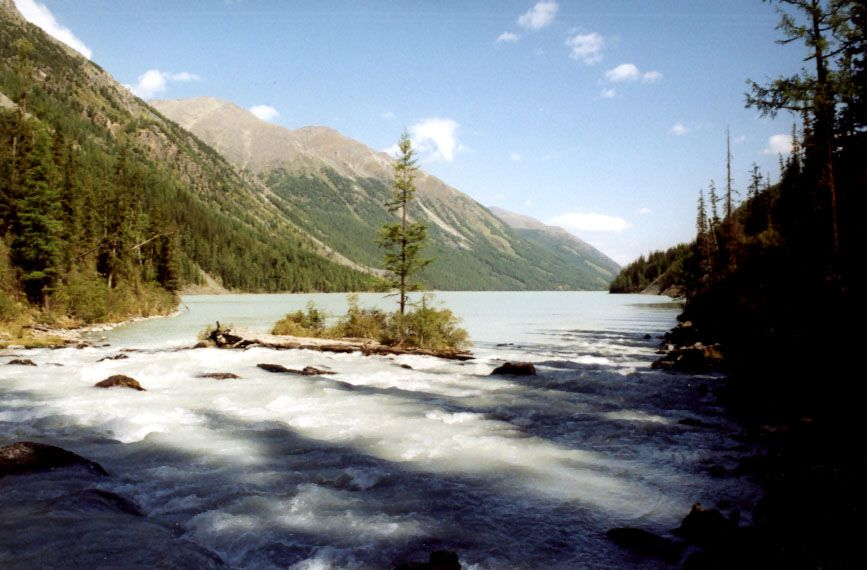
Kutscherla-See

Da das Gebirge während der quartären Kaltzeit in großen Teilen vereist war – die Schneegrenze lag gegenüber dem jetzigen Niveau um durchschnittlich 1000 m tiefer –, bestimmt der übliche glaziale Formenschatz das heutige Landschaftsbild: Kare, Kartreppen und Taltröge im Bereich der hohen Ketten; Endmoränen und glazialfluviale Schotterfelder in den Tälern.
Außer einigen größeren Seen (Saissansee und Markakol in Kasachstan; Chowd-Fluss, Atschit Nuur und Char Us Nuur in der Mongolei) gibt es im Altai auch viele kleine Gebirgsseen, die im Gefolge der Eiszeit entstanden sind. Auch großräumig ist diese Gebirgsregion von großen Seen umgeben, wie dem Alakölsee, Bortala- und Balchaschsee im Südwesten und den Chöwsgöl Nuur und Baikalsee im Osten.
Die häufigsten Gesteine des Russischen Altai sind meist stark gefaltete Schiefer, die vor allem die Hauptketten des Gebirges bilden und ihnen stellenweise grünliche oder violette Farben verleihen.

## Klima
Das Klima des Altai ist stark kontinental geprägt, was sich am deutlichsten in den langen, kalten Wintern zeigt. Die warmen oder sogar heißen Sommer sind dagegen kurz.
Aufgrund seiner geografischen Lage zwischen trockenen Steppenklimaten und relativ feuchten Nadelwäldern und des ausgeprägten Gebirgsklimas variieren die Niederschlagsverhältnisse innerhalb des Altai beträchtlich. Die westlichen und nördlichen Teile des Russischen Altai erhalten die höchsten Niederschläge, die dort während des ganzen Jahres niedergehen. Die südlichen Teile, insbesondere der Gobi-Altai, sind dagegen viel trockener.
Generell gilt, dass die Niederschlagsmenge mit der Höhe zunimmt. In den südlichen Steppen, die den Altai umgeben, beträgt die jährliche Niederschlagsmenge 300 mm und weniger. Auf 500 m Höhe liegt sie im Russischen Altai bereits bei 900 mm, und in den Gipfellagen werden bis zu 1500 mm erreicht. In den Hochgebirgsbecken im Inneren des Gebirges, die im Schatten großer Bergketten liegen, nimmt die Niederschlagsmenge allerdings wieder ab und sinkt trotz großer Höhenlage teilweise bis auf 300 mm. Hier ist die winterliche Schneedecke nur sehr gering oder fehlt ganz, während in den westlichen Teilen oft Schneehöhen von 2 bis 3 m erreicht werden. An vielen Stellen des Altai trifft man auf ausgedehnte Permafrostböden.

## Flora

### Waldgrenzen
Die großen Niederschlagsunterschiede und die verschiedenen Höhenlagen des Altai führen zu einer besonders vielgestaltigen Vegetation. Im Süden, wo sich der Altai aus den Steppen erhebt, gibt es eine untere, niederschlagsbedingte und eine obere, temperaturbedingte Waldgrenze. Die untere Waldgrenze liegt im westlichen Altai bei nur etwa 350 m, während sie im Südostaltai bis auf 1800 m hinauf klettern kann. Die obere Waldgrenze liegt bei etwa 2400 m.
Im Norden gehen die Baumbestände direkt in die Taigagebiete über. Hier gibt es nur eine Waldgrenze, diese liegt bei etwa 1500 m.

### Arten und Landschaftstypen

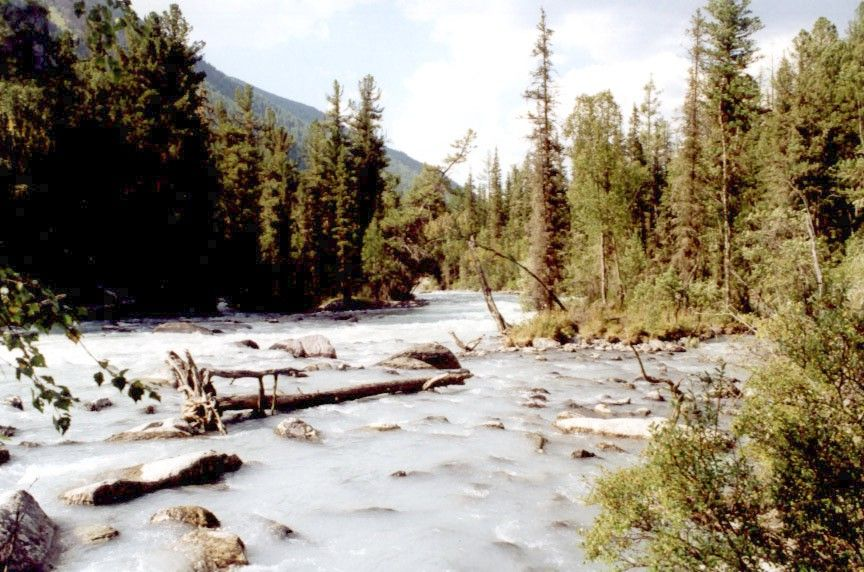
Fluss Kutscherla

Die Wälder des Altaigebirges setzen sich im Wesentlichen aus fünf verschiedenen Nadelbaumarten und einigen kleinblättrigen Laubbäumen wie Hänge-Birken (Betula pendula) und Espen (Populus tremula) zusammen.
Die häufigste Nadelbaumart ist die Sibirische Lärche (Larix sibirica). In den Gebirgsteppen besiedelt sie oft in lichten Beständen die Nordhänge, was insgesamt zu einer parkartigen Waldsteppenlandschaft führt. Im Unterwuchs dieser lichten Lärchenwälder findet man Rhododendron dahuricum, Spiersträucher (Spiraea aquilegifolia), Rosen (Rosa acicularis) und Zwergmispeln (Cotoneaster melanocarpus). In den südlichen Teilen des Altai bildet die Lärche allein oder zusammen mit der Sibirischen Zirbelkiefer (Pinus sibirica) meist die obere Waldgrenze. Nur auf sandigen und trockenen Böden der Randzonen bildet die Waldkiefer (Pinus sylvestris) größere Bestände.
Die typische Waldform des niederschlagsreichen, kalten Nordostaltai ist die sogenannte dunkle Nadelwaldtaiga. Sie besteht vor allem aus Sibirischen Zirbelkiefern, Sibirischen Fichten (Picea obovata) und Sibirischen Tannen (Abies sibirica) und bildet im Nordaltai die Waldgrenze. Unterhalb der dunklen Taiga liegt die Schwarze oder Finstere Taiga, die vor allem aus Tannen besteht, zu denen sich einige Laubhölzer wie Ebereschen (Sorbus sibirica), Traubenkirschen (Padus racemosa) und Espen (Populus tremula) gesellen. Zwischen den Wäldern des Altai liegen immer wieder blumenreiche Bergsteppen oder Staudenfluren.
Oberhalb der Wälder liegen im Nordaltai Waldtundren mit Zwerg-Birken (Betula nana), Heckenkirschen (Lonicera hispida), Zwergmispeln (Cotoneaster uniflorus) und Johannisbeeren (Ribes) und im Südaltai alpine Matten, die von Mooren durchsetzt sind. Im größten Teil der alpinen Stufe, besonders auf den Hochplateaus, finden wir Gebirgstundren mit etlichen Moosen und Flechten. Noch weiter oben schließt sich eine Steintundra an, die bis zur Schneegrenze emporreicht. Südliche Teile des Altai, insbesondere der Gobi-Altai, sind so trocken, dass man auf ausgedehnte Wüstengebiete stößt.
Für den zentralen Altai werden folgende sechs ökologische Höhenstufen beschrieben:
- 500–900/1700 m: Kolline Höhenstufe mit Kurzgrassteppe
- 900/1700–1400/2000 m: Montane Höhenstufe mit Gebirgs-Lärchenwald
- 1400/2000–1900/2200 m: Hochmontane Höhenstufe mit Gebirgs-Kiefernwald
- 1900/2200–2200/2400 m: Subalpine Höhenstufe mit Zwergbirken-Gebüschtundra
- 2200/2400–3100/3300 m: Alpine Höhenstufe mit Wiesen-Bergtundra
- über 3100/3300 m: Nivale Höhenstufe mit Moosen und Flechten

## Fauna

### Säugetiere

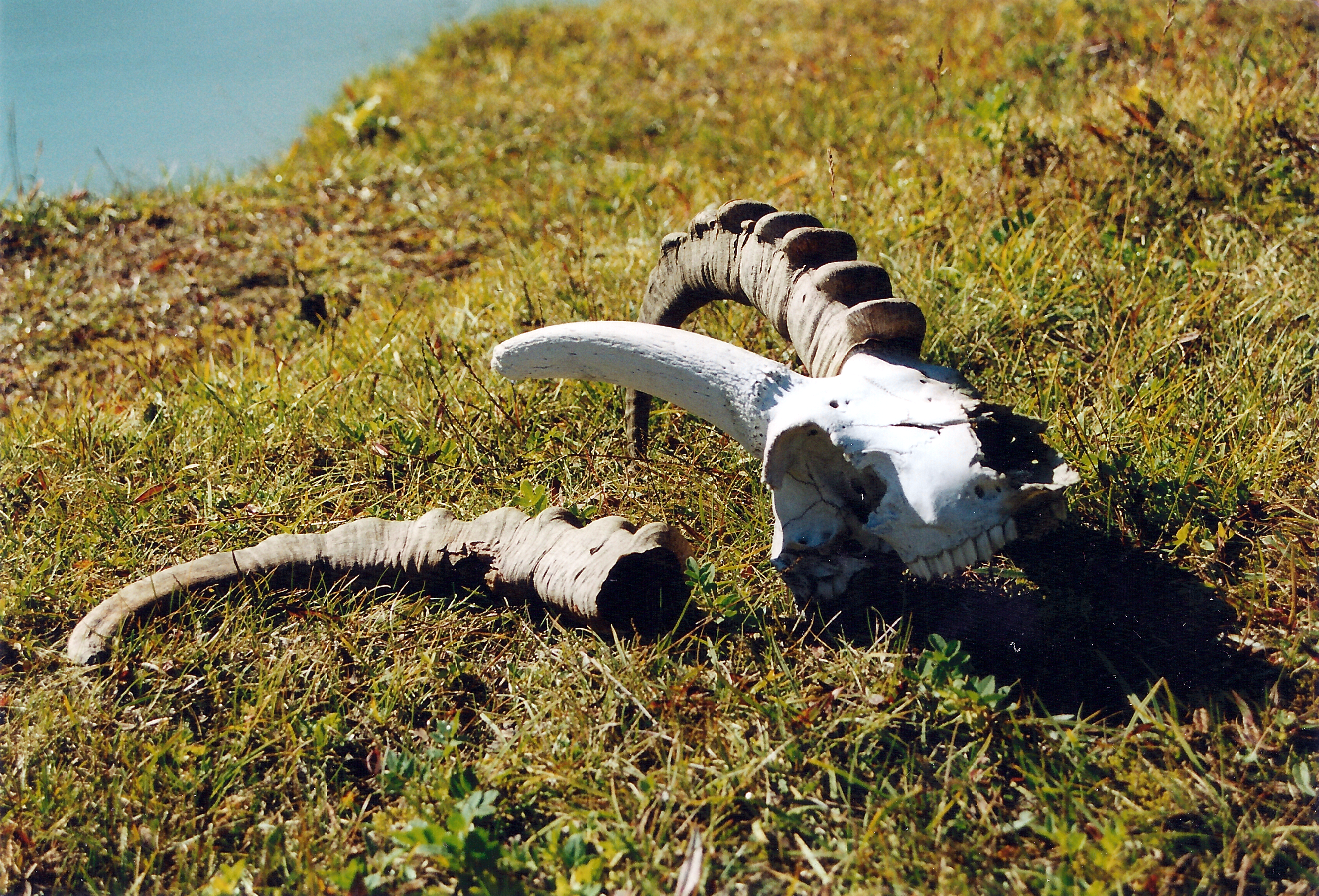
Schädel eines Steinbocks, gefunden nahe der Belucha

Die Tierwelt des Altai ist ebenso vielfältig wie seine Vegetation und setzt sich aus Arten der Taiga, der Steppen und der zentralasiatischen Gebirge zusammen. Der Sibirische oder Asiatische Steinbock (Capra sibirica) bewohnt vor allem die steilen Hänge und Gipfelregionen. Das seltene Riesenwildschaf (Ovis ammon) ist ebenfalls ein typisches Gebirgstier. Mit Maralhirsch (Cervus elaphus sibiricus), Elch (Alces alces), Sibirischem Waldrentier (Rangifer tarandus valentinae), Sibirisches Moschustier (Moschus moschiferus) und Sibirischem Reh (Capreolus pygarus) sind die Hirsche im Altai gleich in fünf Arten vertreten. Vor allem Elch und Rentier sind aber auf die nördlichen Teile des Gebirges beschränkt. Das Wildschwein (Sus scrofa) dringt zwar kaum in die Gebirgslagen des Altai vor, lebt aber in den umgebenden Tiefländern. Bis vor kurzem kam auch die Mongoleigazelle (Procapra gutturosa) bis ins russische Altaigebirge vor und noch im 18. Jahrhundert wird der Wildyak (Bos grunniens) als Wildtierart des Altai erwähnt. Heute ist er hier allerdings nur noch als Haustier anzutreffen. In den Wüstengebieten des Gobi-Altai halten sich noch immer einige Wildkamele (Camelus ferus ferus) und Gobi-Halbesel (Equus hemionus luteus). Einst lebten auch Przewalski-Pferde (Equus przewalski) in den südlichen Steppen der Region, wo man sie heute wieder anzusiedeln versucht.
Die großen Raubtiere sind durch den seltenen Schneeleopard (Uncia uncia), den Wolf (Canis lupus), den Rothund (Cuon alpinus), den Luchs (Lynx lynx) und den Sibirischen Braunbären (Ursus arctos) reichhaltig vertreten. In den nördlichen Gebieten trifft man auch auf den Vielfraß (Gulo gulo) und ursprünglich kam sogar der Kaspische Tiger am Fuß des Altaigebirges vor. Noch in der Neuzeit gab es Populationen der Großkatze am Saissansee und am Schwarzen Irtysch. Einzelne Exemplare wurden auch viel weiter nördlich, etwa in der Gegend von Barnaul oder in der Mongolei bestätigt. Die große Katze ist allerdings heute dort ausgestorben. An kleineren Räubern findet man Manul (Felis manul), Rotfuchs (Vulpes vulpes), Steppenfuchs (Vulpes corsac), Europäischer Dachs (Meles meles), Fischotter (Lutra lutra), Zobel (Martes zibellina), Steinmarder (Martes foina), Feuerwiesel, Altaiwiesel, Hermelin, Mauswiesel und den aus Nordamerika stammenden Mink.

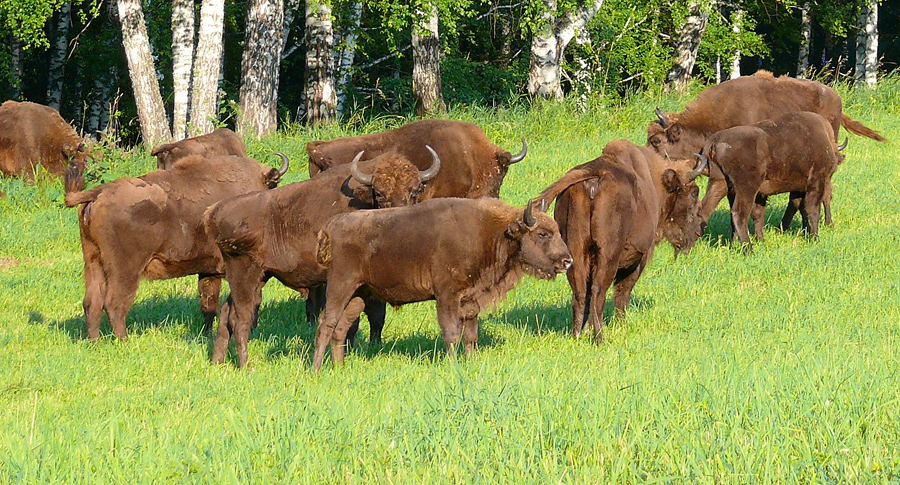
Wisente in einer Zuchtstation der Russischen Akademie der Wissenschaften im russischen Altaigebirge (Rajon Schebalino, Republik Altai)

Durch die Abgelegenheit des Altai (und ebenso im nahen Sajangebirge) hat sich unter den Säugetieren eine Artenzusammensetzung erhalten, die jener des Pleistozäns im letzten Glazial entspricht. Der östliche Altai fungiert somit als Refugium für Säugetiergemeinschaften der letzten Eiszeit. Auch der Wisent kam noch im Mittelalter im Altai vor. Möglicherweise waren die Rinder sogar bis ins 18. Jahrhundert anzutreffen. Eine Herde von etwa 40 Flachlandwisenten (Stand 2008), die allerdings zunehmend an Inzucht leidet, wird mit dem Ziel einer späteren Auswilderung in einem Zuchtzentrum im Altaigebirge gehalten.
Typische Kleinsäugetiere der Hochgebirgsregionen sind der Alpenschneehase (Lepus timidus), das Graue Murmeltier (Marmota baibacina) und mehrere Pfeifhasen (Ochotona). In den Wäldern trifft man auf Eichhörnchen (Sciurus vulgaris), Burunduk (Tamias sibiricus), Europäische Gleithörnchen (Pteromys volans), und Waldlemminge, außerdem auf Ostschermaus, Rötelmaus, Waldmaus, Birkenmaus und Zwergmaus. In den Steppen des Altai findet man ebenfalls einige kleine Säugetiere, wie zum Beispiel den Feldhasen, das Steppenmurmeltier (Marmota bobac), verschiedene Ziesel (Spermophilus), Feldhamster, Steppenlemminge und Langohrigel.
Als weitere Kleinsäuger dieser Region seien noch Wanderratte, Feldmaus, Erdmaus, Hausmaus, Teichfledermaus, Wasserfledermaus, Kleine Bartfledermaus, Großer Abendsegler, Nordfledermaus und Große Bartfledermaus genannt.

### Andere Tierarten
Unter den Vogelarten des Altai fallen besonders einige eindrucksvolle Greifvogelarten auf. Darunter sind Gänsegeier (Gyps fulvus), Mönchsgeier (Aegypius monachus), Steinadler (Aquila chrysaetos), Steppenadler (Aquila rapax), Fischadler (Pandion halliaetus) und Wanderfalke (Falco peregrinus) wohl die eindrucksvollsten. In Gewässernahe leben Schwarzstörche (Ciconia nigra), Graureiher (Ardea cinerea) und etliche andere Wasservögel. In den Hochgebirgslagen treffen wir auf einige Hühnervögel, wie das Altai-Königshuhn (Tetraogallus altaicus) und verschiedene Schneehühner (Lagopus). Charakteristische Vogelarten der Gebirgsnadelwälder sind das Steinauerhuhn (Tetrao parvirostris), Haselhuhn (Tetrastes bonasia), Habichtskauz (Strix uralensis), Unglückshäher (Perisoreus infaustus), Dreizehenspecht (Picoides tridactylus), Hakengimpel (Pinicola enucleator) und Blauschwanz (Tarsiger cyanurus).
Aufgrund des relativ kühlen Klimas finden wir im Altai nur relativ wenige Reptilien und Amphibien, etwa die Waldeidechse (Lacerta vivipara), die Kreuzotter (Vipera berus), die Wechselkröte (Bufo virridis) und die Erdkröte (Bufo bufo).
Eine besonders schöne Insektenart der Gebirgslagen des Altai ist der Apollofalter (Parnassio apollo).

## Naturschutzgebiete

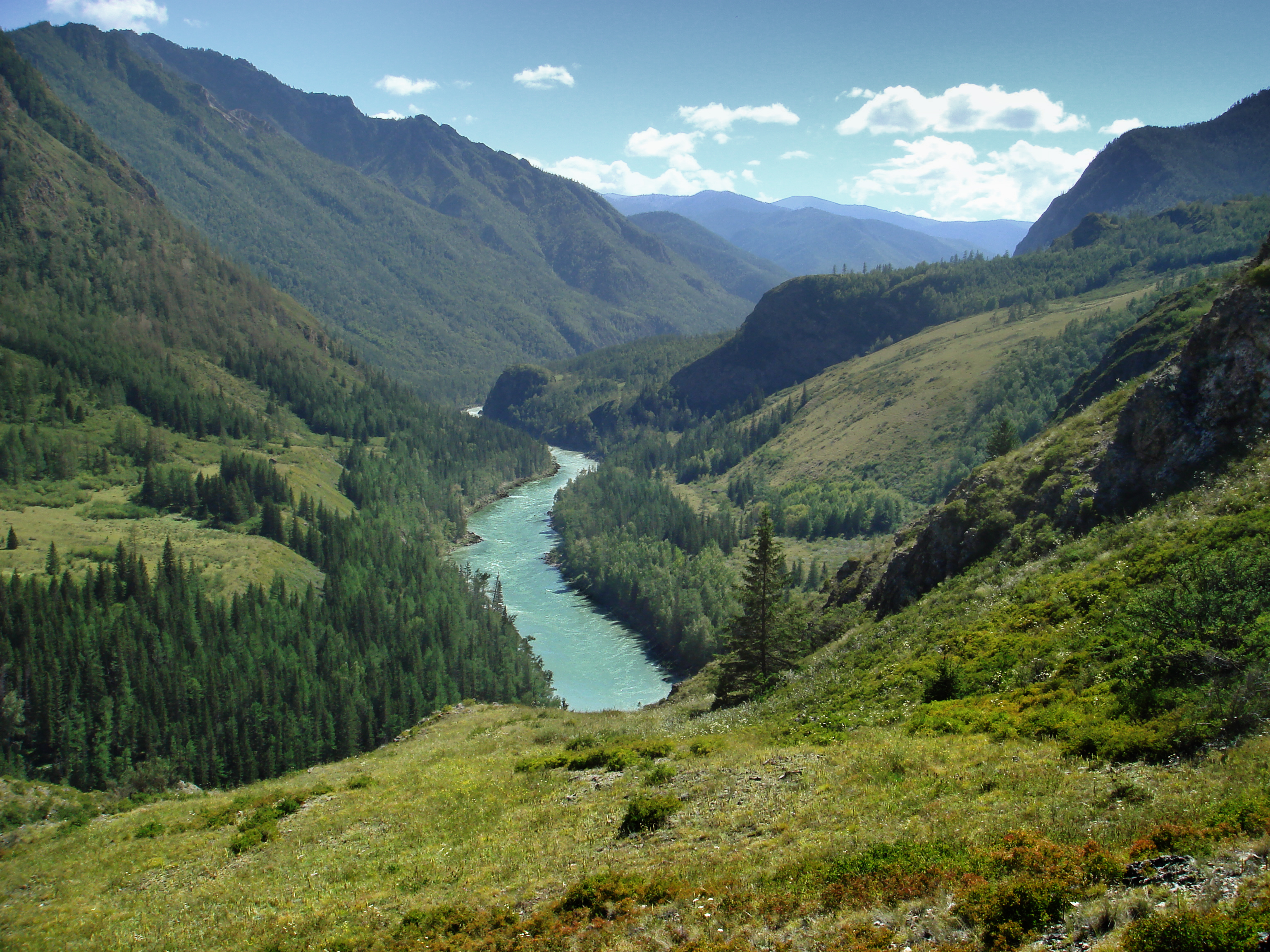
Der Katun-Fluss im Altaigebirge

Im russischen Altai-Gebirge sind zum Schutz der Landschaft und der Tierwelt seit längerem drei Sapowedniki (russische Bezeichnung für Naturschutzgebiete) ausgewiesen. Sie wurden 1998 als die „Goldenen Berge des Altai“ von der UNESCO in die Liste der Weltnaturerbe aufgenommen und umfassen insgesamt 12.000 km²:
- Das Altai-Naturreservat (Алтайский заповедник, Altaiski Sapowednik) im nördlichen Altai, mit 8812 km² das größte und älteste seiner Schutzgebiete. Es umfasst vor allem die „Perle Westsibiriens“, den 80 km langen Telezker See (russ. Озеро Телецкое, altaisch Altyn-Köl oder „Goldener See“) und seine von naturbelassenem Taiga-Wald bedeckte Umgebung mit dem Gebirgsplateau östlich des Flusses Tschulyschman. Es wurde bereits 1931 unter Schutz gestellt.
- Das Katun-Naturreservat (Катунский заповедник, Katunski Sapowednik) im Westen des russischen Altai mit 1.501 km². Es wurde 1991 zum Schutz der Landschaft und Tierwelt am Oberlauf des Katun (größter Quellfluss des Ob) und den Katun-Kamm geschaffen. Die Pufferzone umfasst auch die Belucha (4506 m), den höchsten Altai-Gipfel.

Weniger streng geschützt sind die Pufferzonen der zwei Naturreservate (3560 km²), außerdem
- das Ukok-Schutzgebiet mit 2529 km² (UNEP 2003)
- und das Chakassky Zapovednik (ca. 1500 km²) an der Grenze zur autonomen Republik Chakassien.

Zusammen mit weiteren Schutzgebieten im Alatau- und Sajan-Gebirge stehen sie unter Verwaltung der russischen Bioregion 9 Altai-Sajanski.
Da der Naturschutz hier jedoch nicht sehr effektiv ist und der Hochgebirgs-Tourismus stark zunimmt, wurde 1992 die NGO Fund for 21st Century Altai gegründet, um in der Ust-Koksa-Region einen größeren Katun-Nationalpark einzurichten. Derzeit wird dies durch Pläne der russischen Regierung konterkariert, mehrere Staudämme am Katun zu errichten.

## Menschliche Einflüsse

### Bevölkerung
Vor rund 40.000 Jahren lebten Denisova-Menschen im Altai.
Die Skythen lebten vor etwa 2500 Jahren in den Weiten von der Mongolei bis ans Schwarze Meer.
Die Ureinwohner des Altaigebietes sind verschiedene Turkvölker, Mongolen und Sinotibetische Völker, sowie einige andere heute ausgestorbene Paläosibirische Völker, die vor allem Viehzucht betreiben. Ihre Herden bestehen meist aus Schafen, Ziegen, Pferden und Yaks. In den trockenen, südlichen Regionen finden auch Kamele Verwendung. Das Urvolk in den zentralen Teilen des Altai sind die Altaier, die etwa 50.000 Köpfe zählen. In den nordöstlichen Gebieten des Altai, die an das Sajangebirge grenzen, leben die Tuwiner, die wie die Altaier zu den Turkvölkern zählen. Im russischen Teil des Altai, der aus den beiden Verwaltungsgebieten Republik Altai und Region Altai (Altaiski Krai) besteht, leben mehrheitlich Russen.
Da das Altaigebirge bis heute nur sehr dünn besiedelt und wenig erschlossen ist, hielten sich die menschlichen Einflüsse in Grenzen. Die Bevölkerungsdichte liegt meist bei weniger als einem Einwohner pro Quadratkilometer.

### Wirtschaft und Erschließung
Schon seit alter Zeit werden im Altaigebirge Weizen, Hafer, Gerste, Hirse und Flachs angebaut, meistens in künstlich bewässerten Steppentälern. Neuerdings werden auch im Gebirgsaltai Kartoffeln, Äpfel, Pflaumen und Birnen angebaut. Jagd und Fischfang spielen noch immer eine große Rolle, während umfangreiche Holznutzung bisher fast nur in den Randgebieten das Altai stattfindet. Auf einigen Maralfarmen werden Maralhirsche wegen ihrer wertvollen Geweihe gezüchtet. Aus den Samen der Sibirischen Zirbelkiefer („Zedernüssen“) wird Speiseöl gewonnen.
Besonders im Nordwesten ist der Altai reich an Bodenschätzen. Kupfer, Gold, Silber und Eisen werden hier schon seit dem Altertum gewonnen. Heute wird auch Asbest und Phosphorit gefördert. Dennoch gibt es nahezu keine Industrie in dem Gebiet. Auch der Tourismus spielt noch eine sehr geringe Rolle.
Der Russische Altai wird nur durch eine einzige größere, wetterfeste Straße erschlossen, die von Barnaul nach Chowd in der Mongolei führt. Eisenbahnlinien fehlen und die Flüsse sind nicht schiffbar.

### Geschichte
Im Ursprungsmythos der Türken, der Asena-Legende, zieht eine Wölfin einen Jungen auf; ihre Höhle wird im Altaigebirge verortet.